# Melusina

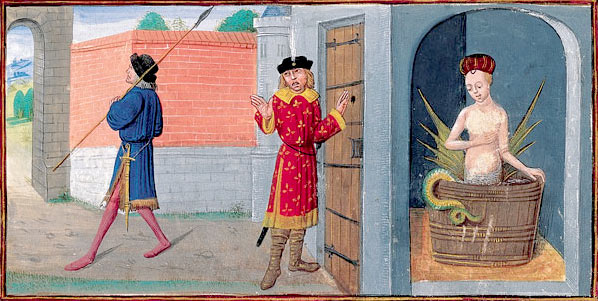
Melusina

Melusina sau Melusine este o zână, o ființă mitologică. Conform unei legende ea se căsătorește cu un cavaler cu condiția ca el să n-o vadă într-o anumită zi, când înfățișarea ei se schimbă într-o femeie cu trup de șarpe. Zâna Melusine contribuie la bogăția și gloria soțului, până într-o bună zi soțul ei nu respectă făgăduiala făcută înaintea căsătoriei. În literatura franceză Melusine este numită "Melusina" sau "Merlusigne". Cea mai veche legendă cu ea provine din secolul XII, se presupune că originea personajului provine din perioada elenistică, sau celtică î.Hr. În decursul timpului descrirea Melusinei a suferit o serie de schimbări, fiind prezentată cu chip de demon, din punct de vedere genealogic ea ar provine din familia baronilor din casa Lusignan, care trăiau în regiunea istorică Poitou (azi departamentul Deux-Sèvres). În perioada târzie a evului mediu figura Melusinei apare în basmele populare, ea făcând parte din poveștile triste de dragoste.
- Jean d'Arras: Mélusine. Roman du XIVe siècle par Jean d'Arras, publié […] par Luis Stouff, Dijon und Paris 1932.